# Тропікал-хаус
Тропікал-хаус (англ. Tropical house), відомий також як троп-хаус (англ. trop house) — піджанр діп-хаузу, з елементами денсголлу і балеарського хаузу. Артисти цього жанру часто беруть участь у різних літніх фестивалях, таких як Tomorrowland. Жанр був популяризований такими артистами, як Томас Джек, Kygo, Matoma, Lost Frequencies і Klingande.
Термін «Тропікал-хаус» (англ. Tropical house) з'явився як жарт австралійського продюсера Томаса Джека, але з того часу набув популярності серед слухачів. Термін «trouse» не слід плутати з тропікал-хаузом, оскільки «trouse» — це жанр, який замість поєднує в собі трансові мелодії і біт прогресивної електронної музики, використовуючи електронні синтезатори.

## Історія
У середині та кінці 2000-х Боб Сінклер та Ів Ларок створили світові хіти, які мали багато ознак тропікал-хаузу. У 2010 році сингл «Stereo Love» Едвард Майя також був хітом тропікал-хаузу. У 2012 році Unicorn Kid створив більш швидку форму тропікал-рейву, який стали називати тропікал-хаусом. Проте, лише у 2013 році, завдяки синглу «Sun Don't Shine» гурту Klangkarussell і поява таких продюсерів, як Kygo та Робін Шульц, тропікал-хауз став тенденцією у танцювальній музиці. Протягом 2014—2015 років такі продюсери, як Lost Frequencies, Фелікс Яен, Алекс Адер, Сем Фельдт, Bakermat, Klingande та Faul & Wad Ad долучилися до них із помітними хітами в стилі тропікал-хаусу. Тропікал-хаус 2015 року закріпився на глобальному масовому ринку музичної індустрії завдяки альбому Джастіна Бібера Purpose та його перших двох синглів «What Do You Mean?» і «Sorry». В Україні представником тропікал-хауз є співачка Sonya Kay, яка виконує пісні цього жанру з 2016 року.

## Характеристика
Тропікал-хаус — це піджанр діп-хаусу, який, у свою чергу, є піджанром хаусу. Таким чином, йому притаманні типові характеристики хаузу, включно з використанням синтезаторних інструментів та бас-барабанів у музичному розмірі 4/4. Тропікал-хаус відрізняється від діп-хаузу, який часто може мати дуже похмуре звучання, тоді як тропікал-хаус можна описати як більш піднесене та розслабляюче звучання. Темп пісень в стилі тропікал-хаузу трохи повільніший, ніж діп-хаузу (110—115 ударів на хвилину). Тропікал-хаус не використовує компресійний ефект «велика кімната» (англ. big room) притаманний для електро-хаузу. Йому, зазвичай, притаманне використання тропічних інструментів, таких як сталеві барабани, маримба, гітара, саксофон або навіть флейта Пана, як і у денсголлі.